# Tentative de coup d'État de 1977 au Bénin

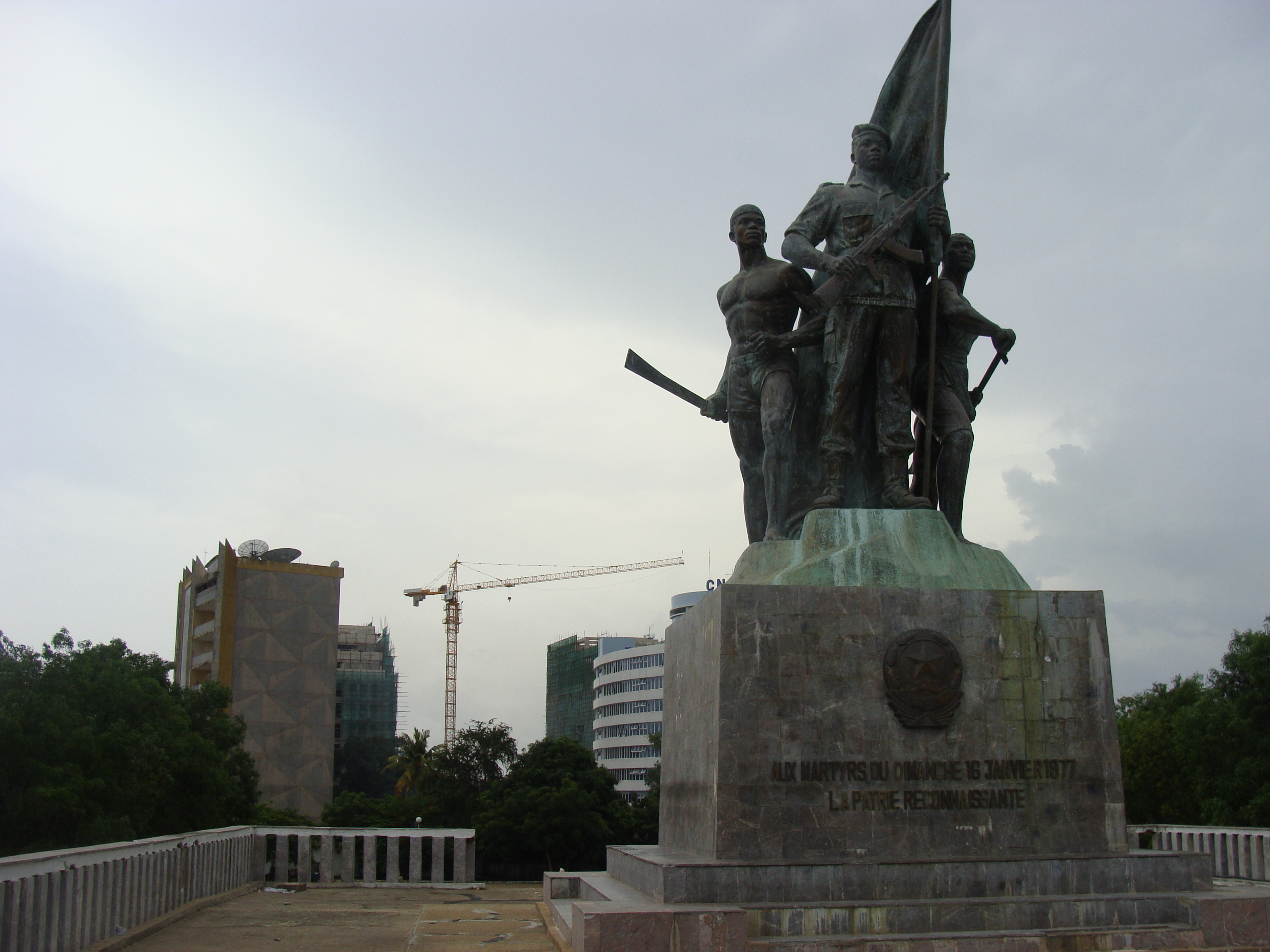
Monument érigé sous le régime Kérékou aux victimes du coup d'État manqué du 16 janvier 1977. Place des martyrs, Cotonou, Bénin.

La tentative de coup d'État de 1977 au Bénin, ou opération Crevette est la tentative ratée d'une équipe de mercenaires français de renverser le gouvernement de la République populaire du Bénin dirigé par Mathieu Kérékou dont le parti communiste, le Parti de la révolution populaire du Bénin (PRPB), était le seul parti politique autorisé dans le pays. Le coup d'État a eu lieu le 17 janvier 1977 et comprenait une invasion ratée de la ville portuaire de Cotonou par des mercenaires engagés par un groupe de rivaux politiques béninois en exil.

## Déroulement
Bob Denard est le chef du groupe de mercenaires et bien que Jacques Foccart ait nié la connaissance de la tentative de coup d'État après son échec, il a tout de même reconnu qu'il avait été soutenu par Gnassingbé Eyadema (Togo), Félix Houphouët-Boigny  (Côte d'Ivoire), Omar Bongo (Gabon) et Hassan II (Maroc), tous alliés de la France. 
Après le recrutement des mercenaires par Denard et ses lieutenants (environ 60 recrutés), le groupe est envoyé au Maroc. À leur arrivée, les hommes sont pris en charge par des Marocains en tenue civile, probablement la garde personnelle du roi Hassan II. 
Les mercenaires sont entrainés pendant près d'un mois sur la base militaire de Ben Guerir (ancienne base aérienne américaine) en compagnie d'une trentaine de combattants africains, portant l'effectif à 90 soldats. 
Parmi ces hommes se trouvaient Denard lui-même, ainsi que René Resciniti de Says et Olivier Lenormand. Ces trois hommes racontent leurs souvenirs dans deux ouvrages (voir bibliographie). 
Le projet est de mener un raid commando par avion sur Cotonou. L'aéroport serait pris, puis sécurisé par une partie du groupe, le gros de la troupe devant s'emparer des lieux stratégiques de la capitale. 
Les mercenaires sont bien armés, dotés de mitrailleuses 12.7mm et FN MAG, ainsi que de mortiers de 81mm.  
Des armes antichars sont également emportées : grenades à fusil, et surtout bazooka et lance-roquettes M-72 LAW.
Enfin René indique que l'armement léger est belge, probablement des fusils FN FAL et des pistolets-mitrailleurs Vigneron ou Uzi (fabriqués sous licence par la FN Herstal).  
L'avion employé est un Douglas DC-7, un quadrimoteur à hélice. Relativement imposant, il peut transporter jusqu'à une centaine de passagers. Le DC-7 nécessite une piste de 1 940 m de longueur pour décoller, et de 1 600 m de longueur pour atterrir. 
René Resciniti de Says indique que le pilote du DC-7 est scandinave. Il remarque aussi la présence de deux hommes en tenue de combat, intégrés au groupe de mercenaires, dont l'un est équipé d'une caméra. Pour René, il s'agit probablement d'agents du SDECE. Il ajoute que ces derniers auraient filmé l'opération dans son intégralité. 
René comme Denard décrivent plus ou moins les mêmes évènements: un atterrissage sans encombre sur l'aéroport de Cotonou et une avancée facile dans la ville. Deux automitrailleuses, à savoir une AML-60 et une Ferret, tentent de s'interposer mais sont détruites au bazooka et au M-72 LAW (version de René) ou par Denard lui-même avec des grenades à fusil (version de Denard).  
Plusieurs imprévus font échouer l'opération, à savoir l'absence de Kérékou et de ses proches, ainsi que la présence de soldats nord-coréens chargés de la protection d'une délégation officielle de Pyongyang menée par Ho Dam, ministre des affaires étrangères de Kim Il-sung. Ayant installé des nids de mitrailleuses autour de la présidence, les Nord-coréens stoppent l'offensive des mercenaires et les obligent à rebrousser chemin. 
Les mercenaires parviennent à repartir avec le DC-7 en stand-by sur l'aéroport.  
Ils laissent deux morts et plusieurs blessés (Denard évoque trois blessés légers), les Béninois comptent officiellement sept tués et de nombreux blessés. Les pertes des Nord-Coréens tués restent inconnues. 
Dans le repli général, une cantine est laissée avec les pièces d'identité des mercenaires. 
Cela provoque notamment une dispute entre René Resciniti de Says et Bod Denard. Ce dernier refusera par la suite à faire appel à ce baroudeur, considéré comme le possible meurtrier de Pierre Goldman et Henri Curiel. 
La réputation de Bob Dénard est ternie par cet échec retentissant. Dans leur retraite précipitée, les mercenaires ont oublié l'un des leurs sur le toit de l’aérogare ainsi qu'une cantine comprenant les effets personnels des mercenaires et des documents relatifs à l'opération prouvant l'implication d'Omar Bongo. En outre, des civils ont été tués. En 1993, la justice française réclamera l'interpellation de Denard à la suite de plaintes de familles de Béninois tués lors de l'opération Crevette. 
Le coup d'État serait l'un des nombreux contre Kérékou qui a survécu à de nombreuses tentatives pour l'évincer, dont deux tentatives de coup d'État en 1988.